# Sila Greca
La Sila Greca rappresenta il lembo nord-orientale dell'altopiano silano.
La minore delle tre, ma solo per altitudini, la Sila Greca porta nel nome le influenze culturali d'Oriente che il territorio conserva: greci, bizantini, basiliani e albanesi, sono stati coloni e fondatori di centri abitati alle pendici del monte Paléparto (il più alto della Sila Greca 1481 m). Dal punto di vista ambientale è l'area di Sila più atipica, con la predominanza di boschi di latifoglie sui versanti dei rilievi, interrotte, nei punti più alti, dalle conifere, di cui il pino laricio è il rappresentante più in vista.

## Geografia
La piana di Sibari, a nord, si raccorda con il territorio della Sila Greca attraverso una cintura di comuni di chiara origine albanese che fanno riferimento a San Demetrio Corone. Le cime orlano la costa meridionale del golfo di Taranto a cui afferisce il torrente Trionto che, con il suo bacino idrografico separa questi monti dal cuore della Sila Grande più a sud. Il fiume Crati chiude l'estensione del massiccio a ovest. 
Cerri, roveri e lecci, quasi in successione, ricoprono pianori e conche, versanti ripidi e colline più basse fino ad arrivare al mare. Ma l'apparente dolcezze dei rilievi nasconde un paesaggio più aspro e impressionante nelle valli strette e rocciose dei suoi torrenti. Salti d'acqua notevoli come nel medio corso del Colognati e del suo affluente Cerasia, oppure lungo il torrente Laurenzana, a monte dell'ambito di Bocchigliero, costituiscono alcuni esempi spettacolari offerti da questi "canyon". La vegetazione è intricata e fitta e in alcune zone la luce riesce appena a filtrare tra le forre. I principali comuni di questa piccola parte di altopiano sono: Bisignano, Acri e Longobucco.